# Koutouloufari
Koutouloufari (Grieks: Κουτουλουφάρι) is een klein dorpje gelegen in de Pediadavlakte met 586 inwoners (2001). Het dorpje is onderdeel van de Griekse gemeente Chersonissos, in het departement Iraklion, Kreta. Koutouloufari ligt circa 29 kilometer van Iraklion en anderhalve kilometer van Chersonissos.